# Distretto di Sibayo
Il distretto di Sibayo è uno dei venti distretti della provincia di Caylloma, in Perù. Si trova nella regione di Arequipa e si estende su una superficie di 286,03 chilometri quadrati.

Istituito il 25 gennaio 1943, ha per capitale la città di Sibayo; al censimento 2005 contava 1.493 abitanti.